# The Sea and Cake
I The Sea and Cake sono un gruppo musicale statunitense formatosi a Chicago nel 1994. Il loro stile è un post-rock con influenze jazz, minimaliste, bossa nova e pop.

## Storia del gruppo
Il gruppo si è formato verso la metà degli anni '90 dall'iniziativa di Archer Prewitt (già nei Coctails), Sam Prekop, Eric Claridge (Shrimp Boat) e John McEntire (Tortoise). Il nome deriva da un'erronea pronuncia del titolo della canzone The C in Cake dei Gastr del Sol.
Il gruppo ha intrapreso una pausa dal 2004 al 2007 ed è ritornato a incidere con Everybody (2007). Nell'ottobre 2008 è uscito l'ottavo album in studio.

## Formazione
- Sam Prekop - voce, chitarra
- Archer Prewitt - chitarra, piano, voce
- John McEntire - percussioni, batteria, sintetizzatore
- Eric Claridge - basso, sintetizzatore

## Discografia
Album in studio
- 1994 - The Sea and Cake
- 1995 - Nassau
- 1995 - The Biz
- 1997 - The Fawn
- 2000 - Oui
- 2003 - One Bedroom
- 2007 - Everybody
- 2008 - Car Alarm
- 2011 - The Moonlight Butterfly
- 2012 - Runner
- 2018 - Any Day

Raccolte
- 1997 - A Brief Historical Retrospective
- 2010 - Metro: The Official Bootleg Series, Volume 1
- 2018 - Any Day